# Lucius Quietus
Lucius Quietus ou Lusius Quietus était un prince berbère romanisé, et gouverneur de Judée en 117. Il était un des généraux de l'empereur Trajan au début du IIe siècle, et l'un des hommes d'État d’origine berbère ayant fait partie de l'histoire romaine. Il est le principal commandant romain lors de la rébellion juive de 115, connue sous le nom de guerre de Kitos ("Kitos" est une déformation de Quietus) au cours de laquelle la révolte juive est sévèrement réprimée par Lusius et sa cavalerie.   
Quietus est décrit par Milman comme « un homme de race maure, et le plus habile soldat de l'armée romaine. ». 
Après la mort de l'empereur Trajan, il est mis à mort par Hadrien en 118.

## Biographie

### Origines
Il est originaire de Maurétanie tingitane (nord de l’actuel Maroc), où son père dirige une vaste tribu de nomades berbères. Ce dernier combat pour les Romains au cours de la révolte d'Aedemon, dirigée par Aedemon. En récompense de ses services, on octroie la citoyenneté romaine au père de Lusius ainsi qu'à sa famille, dont le nom est latinisé.
Lusius Quietus reçoit une éducation romaine et s'engage dans l'armée impériale lorsqu'il est en âge de le faire. Il combat en tant que membre puis officier auxiliaire dans la cavalerie, probablement sur les frontières nord de l'Empire, sur le Rhin ou sur le Danube, et peut-être déjà à la tête d'une cavalerie maure issue de sa tribu d'origine. À la suite d'exploits militaires, il est promu au rang de chevalier romain par Domitien, mais il est disgracié pour une affaire de mœurs ou pour insubordination, dégradé et renvoyé de l'armée.

### Guerres contre les Daces
À l'occasion du déclenchement de la guerre contre les Daces, Lusius propose ses services à l'empereur Trajan, qui accepte et en fait même vite l'un de ses plus proches collaborateurs. Il constitue un nouveau régiment, vexillatio, de cavalerie auxiliaire composé uniquement de berbères issus de sa tribu d'origine. Ces hommes placés sous son autorité lui sont entièrement dévoués, et ont la particularité de monter leurs chevaux à cru et de posséder une grande expérience du combat en milieu escarpé,,.
Les capacités et l'habilité de la cavalerie maure sont déterminantes dans la première campagne dace et c'est notamment un raid de cavalerie mené par Quietus qui permet aux Romains de prendre la capitale dace, Sarmizegetusa. Cela amène ainsi le roi ennemi Décébale à traiter, en l'an 102, et à se soumettre pour un temps. Lusius se couvre également de gloire lors de la deuxième campagne de Dacie, entre 104-106, qui s'achève finalement par le triomphe total des Romains et par l'annexion du pays conquis. Quietus et sa cavalerie sont alors immortalisés en train de charger les Daces sur la colonne Trajane à Rome.

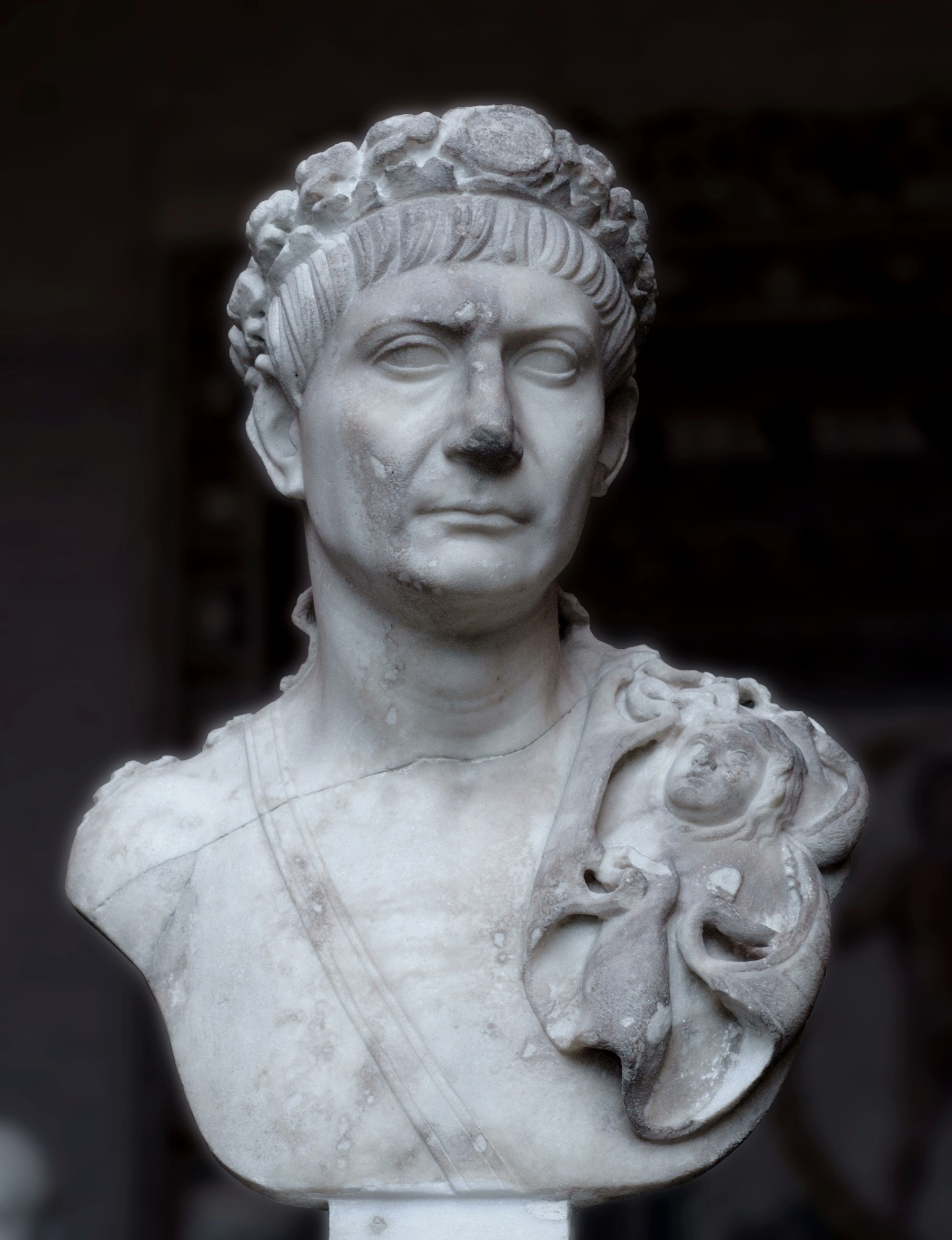
Buste de l'empereur Trajan.

Selon Dion Cassius, à la suite de ses actions déterminantes dans les deux campagnes, Trajan l'élève à la préture, lui permettant ainsi d'accéder au Sénat.

### Guerres contre les Parthes
En 113, Quietus s'embarque pour l'Orient aux côtés de Trajan pour les campagnes contre les Parthes. Il fait alors partie de l'état-major impérial,.
Alors que Trajan achève la conquête de l'Arménie en 114, il envoie le général Lusius à la tête de ses cavaliers maures afin de poursuivre la tribu hostile des Mardi en Médie Atropatène. Les hommes de Lusius s'avancent profondément en pays ennemi jusqu'au cœur de la Médie et achèvent leur mission avec succès avant la fin de l'année,.
Revenu auprès de son souverain, Quietus participe à l'attaque contre l'Empire parthe et à la conquête de la Mésopotamie, où il bat une armée près de la ville de Singara, dont il s'empare par ruse en plein hiver, pendant que l'empereur conquiert Nisibe,.
Il commande dorénavant, en plus de sa cavalerie maure, des légions romaines, étant de rang sénatorial. Alors que la capitale parthe est tombée aux mains de l'empereur romain, une grave insurrection judéo-parthe éclate un peu partout à travers le pays, coupant le ravitaillement et la retraite à l'armée romaine, piégée loin de ses bases. De grandes révoltes des Juifs éclatent aussi dans l'Empire (en Cyrénaïque, à Chypre, et en Égypte), et ont abouti à la mise à sac de villes et au massacre de citoyens romains.
C'est lui, avec Quintus Marcius Turbo, qu'on charge de réprimer la rébellion qui ne cesse de menacer l'ordre romain, ce qu'il fait en peu de temps avec une dureté qui devait singulièrement marquer les esprits du temps pourtant accoutumés à la violence guerrière,. Il dirige le massacre des Juifs et des Parthes de Babylone et il s'empare des importantes cités syriennes révoltées de Nisibe et d'Édesse, capitale de l'État client d'Osroène, qu'il fait raser jusqu'aux fondations, et dont il fait mettre à mort le roi, Abgar VII. De plus, il mène de brillantes actions à l'arrière-garde de l'armée, permettant ainsi aux légions de repasser l'Euphrate sans risque en 116,. Ces actions sont saluées et lui assurent la reconnaissance de l'armée. Turbo reprend quant à lui le contrôle de l'Égypte, de la Cyrénaïque,, et peut-être de Chypre.

### Gouverneur de Judée
L'empereur le récompense alors en le nommant gouverneur de Judée, avec le rang de légat consulaire, faisant probablement suite à un consulat suffect, précédemment dans l'année.
En Judée, le légat s'empare de Lydda où se sont enfermés les derniers rebelles juifs, qu'il fait tous exécuter jusqu'au dernier. Puis il s'occupe des bandes de pillards qui hantent encore le pays avant de marquer son triomphe en plaçant une statue de l'empereur dans les ruines du temple de Jérusalem.
L'ensemble de ces révoltes juives de 115-117 est connu dans l'histoire sous le nom de guerre de Kitos, ainsi nommée en référence à Quietus.

## Chute

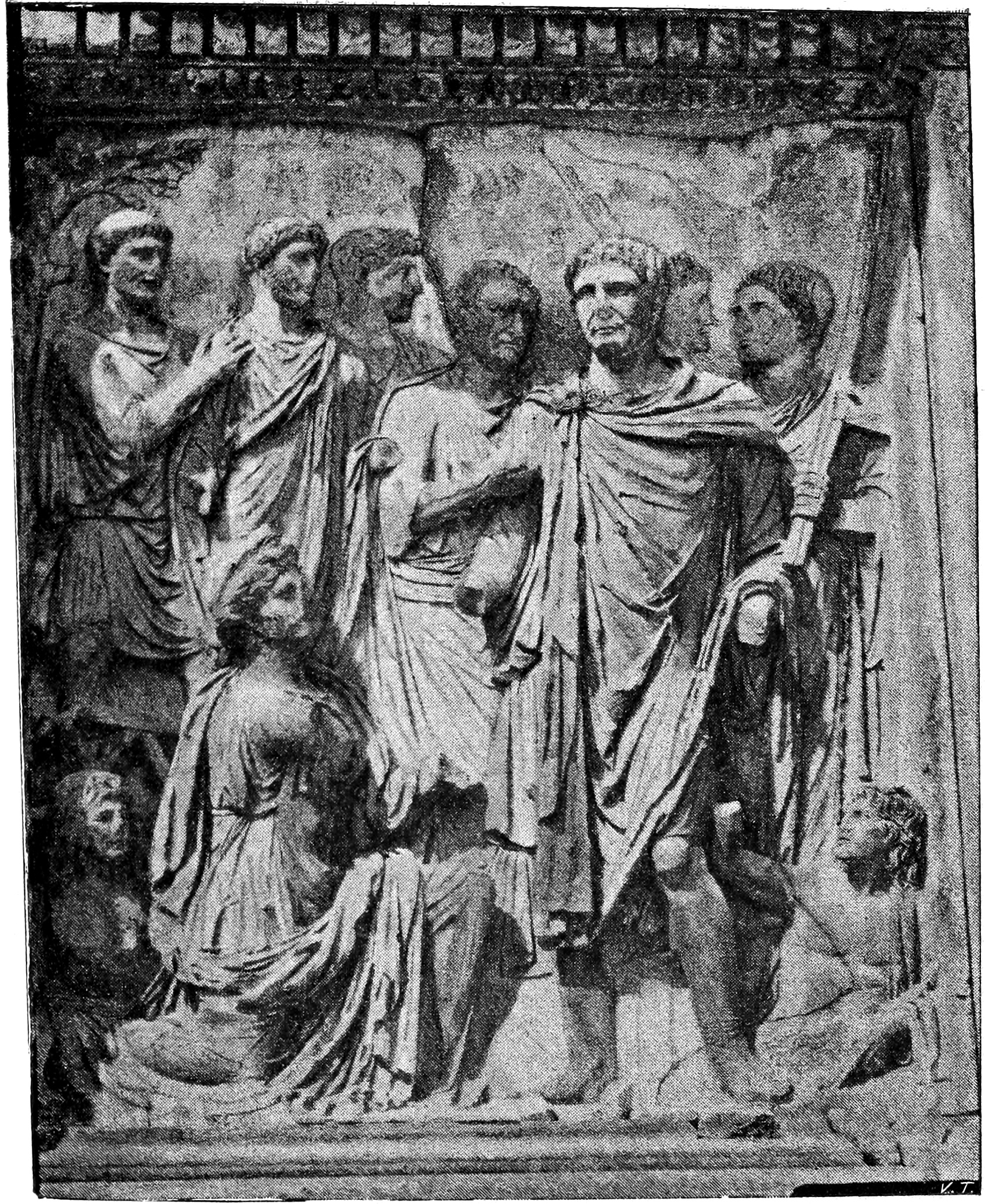
Détail de l'arc de Bénévent : le panneau de la soumission de la Mésopotamie, où apparaît Lusius Quietus aux côtés de l'empereur.

Grâce uniquement à ces éminentes qualités et ses brillants services, il est devenu l'un des meilleurs généraux de l'époque trajane, participant à toutes les grandes campagnes du règne et s'y faisant remarquer par ses coups d'éclat. Il est par ailleurs un proche et fidèle compagnon de l'empereur. Peu après la mort de Trajan, lorsque Hadrien accède au trône en août 117, il est révoqué de son poste, dépossédé de son commandement de la cavalerie maure et rappelé à Rome. Outre le fait que Quietus s'est sans doute indigné de l'abandon des dernières conquêtes par le nouvel empereur, c'est certainement la jalousie d’Hadrien qui est une des principales causes de la chute de Quietus, dont la popularité dans l'armée est grande.
Sur ordre du Sénat, Lusius Quietus et d'autres conspirateurs sont exécutés, dont les principaux sont Lucius Publilius Celsus (consul en 113), Caius Avidius Nigrinus (consul en 110 et gouverneur de la Dacie) et Aulus Cornelius Palma (consul en 109 et 110),,, car ils sont suspectés d'avoir attenté à la vie du nouvel empereur ou d'aspirer au trône. Hadrien, alors en Syrie, nie avoir ordonné les exécutions, de ces quatre sénateurs influents durant le règne de Trajan,. On y voit parfois la main du préfet du prétoire Publius Acilius Attianus. Ces assassinats font beaucoup de tort à la popularité d'Hadrien, qui démet Attianus de ses fonctions, réservées aux chevaliers, en le nommant sénateur.
Quietus aurait été mis à mort sur la route du retour, en l'an 118. Une insurrection éclate presque aussitôt en Maurétanie où Lusius Quietus est resté très populaire et il faut qu'Hadrien y envoie l'un de ses meilleurs généraux et homme de confiance, Quintus Marcius Turbo, pour venir à bout des révoltés,.
Quietus et sa cavalerie sont immortalisés sur la colonne Trajane à Rome, ainsi que sur l'arc de Trajan à Bénévent, où l'on voit Trajan réfléchir et écouter ses conseils tandis que la Mésopotamie implore la grâce de l'empereur.

### Sur Lusius Quietus
- (la) PIR² L 439 / PIR¹ L 325
- (en) Article « Quietus, Lusius » dans Smith, Dictionary of Greek and Roman Biography and Mythology, v.3, 1870
- (en) Willem den Boer, Lusius Quietus, an Ethiopian, 4, Reihe, Bd. 3 (1950), S. 263–267
- (fr) Jérôme Carcopino, Lusius Quietus, l'homme de Qwrnyn, 1934
- (de) Werner Eck, Lusius [II 2], dans Der Neue Pauly (DNP), Band 7, Metzler, Stuttgart 1999  (ISBN 3-476-01477-0) (OCLC 51059755)
- (en) A. G. Roos, Lusius Quietus again, dans Mnemosyne 4, Reihe, Bd. 3 (1950), S. 158–165

### Sur la période
- (fr) Paul Petit, Histoire générale de l'Empire romain, tome 1 - Le Haut-Empire, éd. Seuil, 1978  (ISBN 978-2-020-04969-6)
- (fr) Maurice Sartre, Le Haut-Empire romain : les provinces de Méditerranée orientale d’Auguste aux Sévères, 1997  (ISBN 978-2020281539)
- (de) Heinrich Graetz, Geschichte der Juden, 3, Aufl., Bd. IV. S. 116f, 407f
- (en) Susan Raven, Rome in Africa, Routledge, 2005  (ISBN 978-0415081504)
- (en) Michael Brett, The Berbers, Blackwell, 1996  (ISBN 978-0631207672)